# Micragrotis
Micragrotis là một chi bướm đêm thuộc họ Noctuidae.

## Các loài tiêu biểu
- Micragrotis lacteata Hampson, 1903
- Micragrotis puncticostata Hampson, 1902
- Micragrotis strigibasis Hampson,1902
- Micragrotis cinerosa Bethune-Baker,1911
- Micragrotis exusta Hampson,1903
- Micragrotis intendens Walker,1857
- Micragrotis interstriata Hampson,1902
- Micragrotis marwitzi Gaede,1935
- Micragrotis microstigma Hampson,1903
- Micragrotis prosarca Hampson,1903
- Micragrotis rufescens Hampson,1903

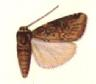
Micragrotis lacteata
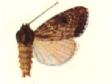
Micragrotis puncticostata